# Il casinista
Il casinista è un film del 1980 diretto da Pier Francesco Pingitore.

## Trama
Pippo Caciotta è un attore in cerca di un ruolo. Il suo impresario vuole rinnovare il suo repertorio. Allora Caciotta, con l'aiuto del cognato Poldo e di una cinepresa, va in giro per la città per trovare nuove idee. Però le vecchie idee funzionano alla grande, ed il film regala risate proprio da questo. Non per Caciotta, che dopo aver vestito vari panni, fra cui quelli di un pugile e di una ballerina, finisce a fare l'accalappiacani proprio come Poldo.